# 极紫外辐射
极紫外辐射（英語：Extreme ultraviolet radiation）又称极紫外光或高能紫外线辐射，簡稱EUV、XUV，是波长在124nm到10nm之间的电磁辐射，对应光子能量为10eV到124eV。自然界中，日冕会产生EUV。人工EUV可由等离子源和同步辐射源得到。主要用途包括光电子谱、对日EUV成像望远镜及光微影技術等。
EUV是最易被空气吸收的谱段，因此其传输环境需高度真空。

## EUV的产生
中性原子或固体无法发射EUV。产生EUV，首先要发生电离。只有被带多个正电荷的离子束缚的电子才能够发射EUV。例如，把+3碳离子继续剥除一个电子的过程需要65eV，其中的电子比普通价电子更受束缚。而带多电荷的正离子存在于热等离子体，或者，利用高次谐波强激光场可以临时产生自由电子和离子。强场中，电子在驱返回母核的时候被加速，结合将发射能量更高的光子，这个光子可能在EUV范围内。如果释放的光子能量足够大，它将接着电离用来产生高次谐波的媒质，使得产生高次谐波的媒质源被耗尽。另一方面，EUV的电场强度不够高，无法驱动电子，电子将逃逸。电子无法返回母核意味着无法产生更高次的谐波。而要进一步剥离电离后母核中的电子需要更大能量的光子。因此，产生EUV的过程与吸收电离的过程彼此竞争。
另外，在同步加速器中，沿轨道高速运动的电子也会辐射EUV。

## 物质中EUV的吸收
当EUV光子被吸收的时候，电离过程中产生光电子和二次电子，这与物质吸收X射线或电子束的过程类似。
物质对EUV的响应可以通过下面方程进行描述：
- 吸收：EUV光子能量＝92eV＝电子束缚能＋光电子初始动能
- 在光电子的3倍平均自由程以内（1-2nm）：光电子动能的减少＝电离势＋二次电子动能
- 在二次电子的3倍自由程以内（～30nm）：

1. 二次电子动能的减少＝电离势＋三次电子动能
2. Ｎ次电子将因电离与热运动减缓（声子产生）
3. 最终产生的高次电子动能～0eV => 将电子剥离能量＋热

有机物的电离势一般为7-9eV，金属的电离势为4-5eV。光电子接下来通过碰撞电离导致二次电子发射。有时，俄歇跃迁也会发生，吸收一个单个光子将发射两个电子。
严格地说，光电子，俄歇电子和二次电子都产生都伴随着正离子的产生，这些正离子被称为正电空穴（离子可以通过从附近的原子/分子中拉入其他电子而形成电中性）。自由电子与伴随的空穴整体是电中性的，电子-空穴对被称作激子。对于高能电子，电子-空穴间距较大，束缚能相应就较低。对于低能电子，电子-空穴间距小，激子本身会扩散到较远距离（>10nm）。激子本身是一个激发态，当电子与空穴结合后，激子就会消失，这时才会形成稳定的化学产物。
因为光子吸收深度超过电子逃逸深度，发射的电子速度最终减缓，能量以热的形式耗散。EUV波长的的辐射较长波长辐射更易被吸收，因为它所对应的光子能量超过所有物质的能隙。因此它们的热效率显著较高，它的介电物质的热烧蚀阈值也因此变低。